# خاروشا
خاروشا (به لاتین: Xaruşa) یک منطقه مسکونی در جمهوری آذربایجان است که در شهرستان قوبا واقع شده است. خاروشا ۷۷۶ نفر جمعیت دارد.